# Società Anonima Stefano Pittaluga
La Società Anonima Stefano Pittaluga, nota anche con l'acronimo SASP, fu una casa cinematografica italiana attiva soprattutto nel noleggio e nella distribuzione delle pellicole.

## Storia
Fu costituita a Torino il 19 marzo 1919 su iniziativa di Stefano Pittaluga, con una capitale sociale di lire 2.000.000 e sede legale in via Viotti 4. Iniziò le proprie attività nel campo del noleggio, la distribuzione e l'importazione di film stranieri, in particolare da Germania e Stati Uniti.
In poco tempo, l'Anonima Pittaluga si espanse in tutto il territorio nazionale, creando numerose filiali e sale cinematografiche (ne contò oltre 200). Passò alla produzione nel 1924, anno a partire dal quale rilevò diversi stabilimenti di ditte fallite, come la Fert, la Rodolfi Film, l'Itala Film e la Cines, e costituì due nuove società denominate Fert-Pittaluga e Cines-Pittaluga.
Nel 1926 rilevò anche gli stabilimenti dell'Unione Cinematografica Italiana, sua principale concorrente interna nella distribuzione dei film, settore nella quale la Pittaluga consolidò il proprio dominio in Italia. Nel 1929 la sede fu spostata a Roma.
Nel 1932, un anno dopo la morte del suo proprietario e fondatore Pittaluga, a capo dell'impresa venne il Gr. Uff. Mario Solza, che assunse il ruolo di amministratore unico. A questo evento seguì una crisi che portò alla disgregazione della società e ad una paralisi produttiva.
Dopo le riprese di 1860 di Alessandro Blasetti del 1934, la società sospese diverse produzioni, e si concentrò unicamente nell'affitto degli studi e nelle coproduzioni, salvo due pellicole, quali Passaporto rosso del 1935 e La voce lontana del 1936, anno in cui avvenne lo scioglimento della società. Gli studi furono rilevati dall'ENIC.